# クライペダ郡
クライペダ郡（リトアニア語：Klaipėdos apskritis）は、リトアニアにある10の郡のうちの一つ。リトアニアの西部に位置し、西にバルト海に面している。北はラトビアに接し、南はロシア連邦カリーニングラード州に面している。中心都市はクライペダ。

## 歴史
リトアニアがソ連から独立を回復すると、1994年に国全体を10に分ける郡制度が施行され、クライペダ郡が設置された。
2004年、クライペダ郡章が制定された。
2010年、郡の行政機能は国および各自治体に移行され、郡は行政機能を伴わない名目上の行政区画となった。

## 自治体
クライペダ郡は、以下の7つの自治体によって構成される。
- クライペダ都市自治体（英語版）
  - クライペダ
- クライペダ地区自治体（英語版）
  - ガルグジュダイ（リトアニア語版）
- クレティンガ地区自治体（英語版）
  - クレティンガ
- ネリンガ基礎自治体（英語版）
  - ネリンガ
- パランガ都市自治体（英語版）
  - パランガ
- スクオダス地区自治体（英語版）
  - スクオダス（リトアニア語版）
- シルテ地区自治体（英語版）
  - シルテ